# Jackpot!
Jackpot! är en amerikansk actionkomedifilm som hade premiär den 15 augusti 2024 på strömningstjänsten Prime Video. Filmen är regisserad av Paul Feig efter ett manus skrivet av Rob Yescombe.

## Handling
Filmen utspelar sig i Kalifornien i en nära framtid där ett stort lotteri har grundats. Om du vill göra anspråk på priset måste du mörda vinnaren före solnedgången.

## Rollista (i urval)
- John Cena - Noel
- Awkwafina - Katie
- Simu Liu - Louis Lewis
- Ayden Mayeri
- Seann William Scott
- Dolly de Leon
- Sam Asghari
- Michael Hitchcock
- Becky Ann Baker
- Leslie David Baker
- Adam Ray